# Countrywide
«Countrywide Financial Corporation» (укр. Фіна́нсова корпора́ція «Кантрі́вайд») (NYSE: CFC) — американська холдингова компанія розгалужених фінансових послуг. 
Найбільший в США позичальник на житло.
У серпні 2007 року Кантрівайд повідомило про недостачу грошей у обігу компанію для продажу нових застав на хати та виплату дивідендів акціонерам. Це пов'язано з кризою у кредитуванні житла, коли багато людей не можуть робити свої місячні виплати через їх високу вартість.
Заснована у 1969 році.
Активи у 2005 році — 175,1 млрд дол. Дохід у 2005 році — 10 млрд дол.; операційний прибуток — 4,15 млрд дол.; нето-прибуток — 2,53 млрд дол.
Ринкова капіталізація (серпень 2007) — 12,5 млрд дол. у 576 млн акцій; 95 % належать фінансовим інституціям.
Анджело Мозіло — виконачий директор. Штаб-кватира — у західному передмісті Лос-Анжелесу — Калабасас, Каліфорнія.
Кантрівайд працює в 5-ти сегментах:
1. Іпотечний банк — видає, продає, запевняє, обслуговує заставу; у 2005 році мордгидж банкінг дав 59 % прибутку компанії. Підрозділяється на три служби: Продукування позик, Обслуговування позик, Надання позик.
2. Ринок капіталу — оперує як інституційний брокер-ділер, що спеціалізується в торгівлі й видачі цінних паперів, що підкриплені закладними
3. Страхова компанія — пропонує свої й інших компаній страховки на майно, випадки, життя та кредит
4. Банк — федерально привілейований банк, що інвестує в позички на житло під закладні й лінії кредиту на майнове еквіті; з ресурсом для цих операцій в банківському обслуговуванні закладних
5. Світові операції — процесування заяв на закладні кредити й обслуговування позик.

Головним чином справа компанії зводиться до позичання грошей в банках для надання позик людям на придбання житла під банківську закладну, з наступним перепродажем цих закладних з боргом на вторинному ринку іншим закладним компаніям. Кантрівайд широко критикується за надто спрощений порядок надання позик людям з 10 % фінансування без перевірки їхнього джерела доходів, а також за видання позик з регульованим відсотком, завдяки якому люди могли взяти більше в борг, але згодом коли відсоток збільшився — стали неспроможні виплачувати свої місячні виплати й втратили житло.
2008 року компанія була придбана Банком Америки у якому стала його складовою частиною.